# O Carballiño
O Carballiño est une commune de la province d'Ourense en Espagne située dans la communauté autonome de Galice.

## Personnalités
- María Teresa Miras Portugal (1948-2021), scientifique espagnole, professeure en biochimie et biologie moléculaire, présidente de l'Académie royale nationale de pharmacie[1].